# 別府港
別府港（べっぷこう）は、大分県別府市にある、別府湾に面した港湾。港湾管理者は大分県。重要港湾に指定されている。また、大分県によって拠点港(防災拠点港)に指定されている。
港湾計画上の別府港は、浜脇地区、北浜地区、的ヶ浜地区、餅ヶ浜地区、石垣地区、上人ヶ浜地区、亀川地区、関ノ江地区からなる、別府市の海岸沿いほぼ全域に広がる港湾である。一般には、2航路、1日7便の定期フェリーや観光船が寄港する石垣地区を別府国際観光港（べっぷこくさいかんこうこう）と呼ぶ。かつて旅客船が発着した楠港（くすのきこう）は、埋め立てられて商業地となっている。

## 歴史

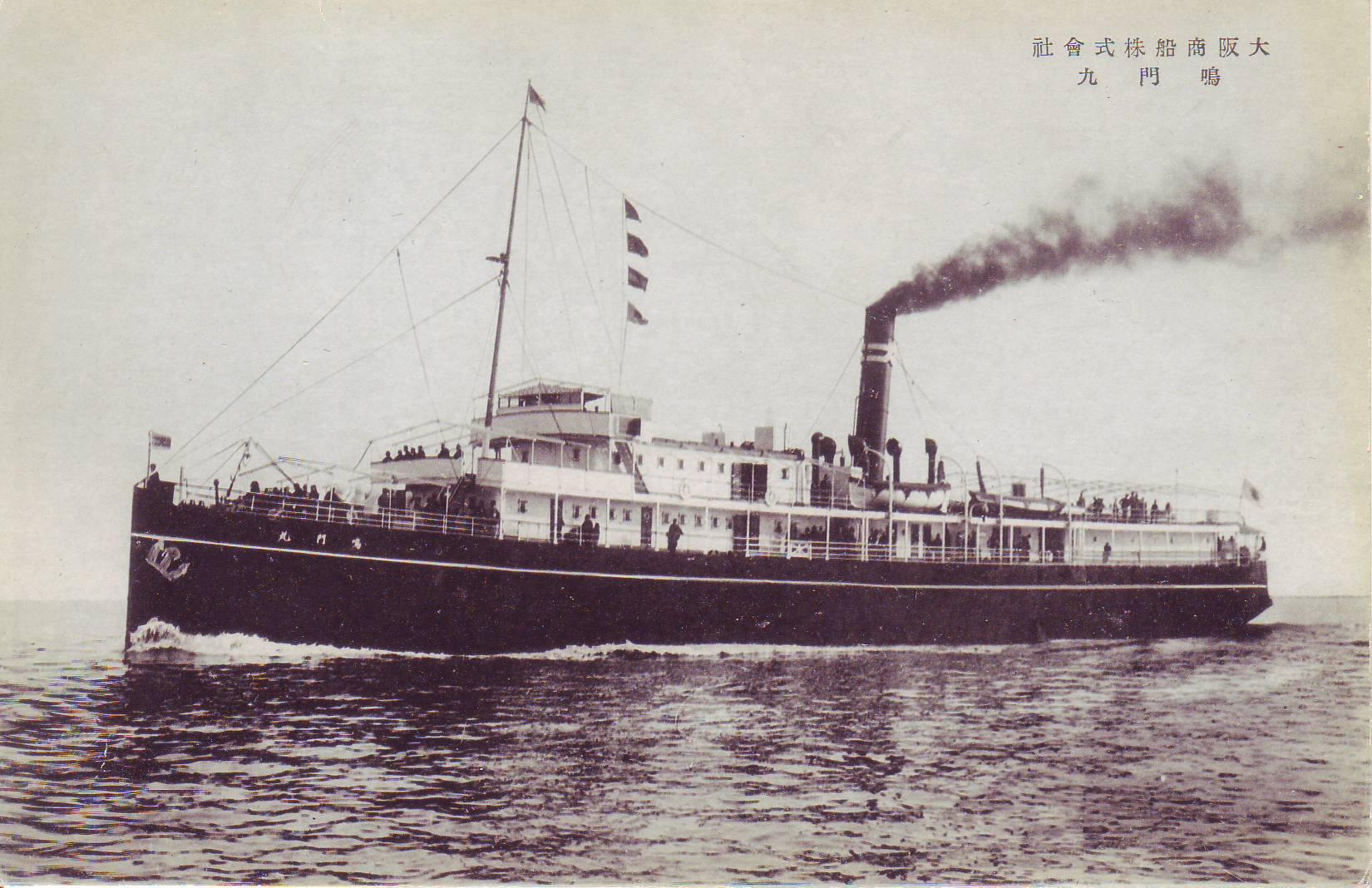
紅丸

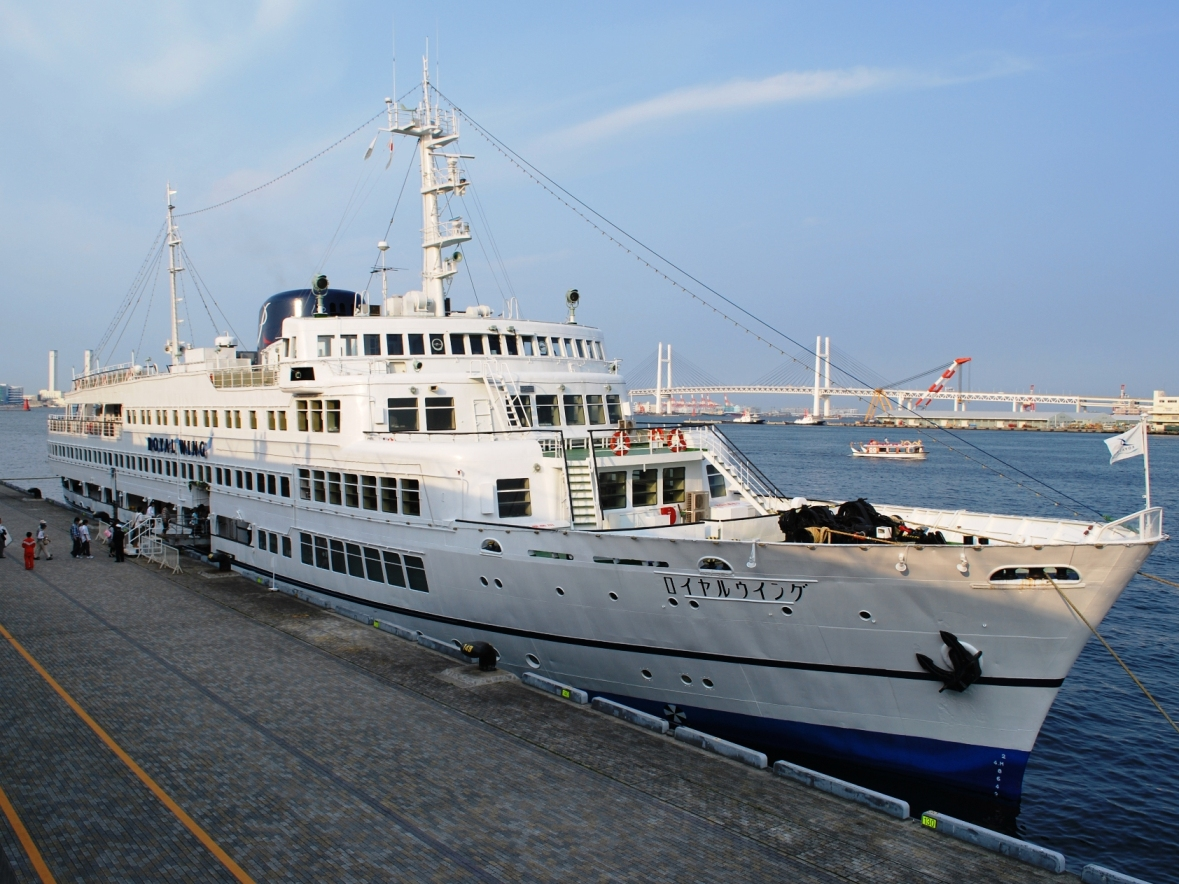
「瀬戸内海の女王」と呼ばれた「くれない丸」
（画像は同船を改装後のロイヤルウイング） - 横浜港大さん橋

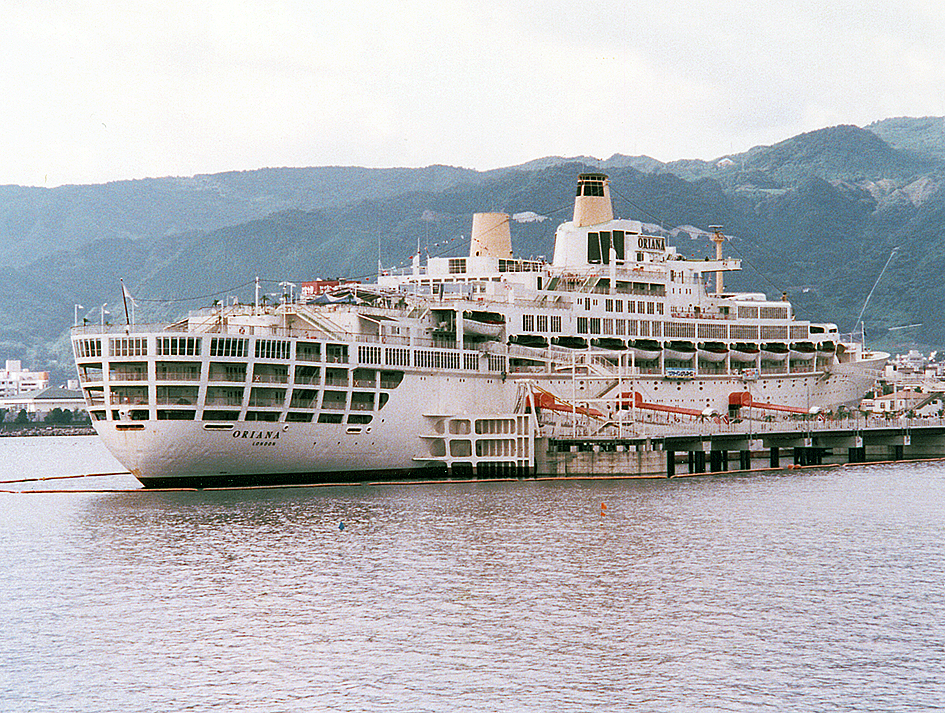
別府港に係留中のオリアナ号

- 1871年5月30日 - 別府港（楠港）が完成。
- 1873年 - 大阪開商社の蒸気船「益丸」が就航し、大阪-別府航路が開かれる[5]。
- 1875年 - 「満珠丸」「金刀比羅丸」「安全丸」「大西丸」「凌波丸」が就航。
- 1877年 - 西南戦争により輸送量が飛躍的に増加、大阪と別府を結ぶ瀬戸内航路は競争時代を迎える。
- 1880年 - 荒金猪六らが起こした別府会社の「山城丸」が就航。
- 1884年 - 大阪商船が設立され、阪神-別府-細島航路に「佐伯丸」が就航。
- 1885年 - 阪神-別府-宇和島航路に宇和島運輸の「第一宇和島丸」が就航。
- 1912年5月28日 - 阪神-別府間に大阪商船の観光航路・大阪別府線が開設され、貨客船「紅丸」が就航[6]。
- 1916年 - 大阪商船の専用桟橋[注釈 1]が完成する。
- 1924年9月23日 - 大阪商船の貨客船2代目「くれなゐ丸」が就航[7]。
- 1936年 - 旅客用に改装されたスーパーマリン サザンプトン（英語版）軍用飛行艇により、大阪府堺市への航空便が就航。
- 1945年9月26日 - 最初の復員船として「高砂丸」が西カロリン諸島（ウォレアイ環礁）から帰還。1700人が上陸[8]。
- 1951年9月 - 重要港湾に指定される[9]。
- 1951年10月 - 別府国際観光港（石垣地区）着工[10]。
- 1958年 - 別府国際観光港（石垣地区）供用開始。
- 1959年 - 宇和島航路、広島航路が別府国際観光港（石垣地区）に移転[10]。
- 1960年 - 関西汽船の「くれない丸[注釈 2]」が就航。
- 1966年 - 別府国際観光港（石垣地区）第1-2埠頭完成[10]。
- 1967年7月16日 - 関西汽船の移転を以って、旅客船の港湾機能が別府国際観光港（石垣地区）へ全面移転する[10]。
- 1987年 - イギリス客船「オリアナ号」 (Oriana) が係留され、船の博物館として営業を開始する。
- 1990年 - 商業施設用地として、楠港の埋め立て造成工事が着工する。
- 1992年 - 楠港の埋め立てが完了する。
- 1995年 - オリアナ号が撤退。
- 2007年 - 楠港跡に商業施設「ゆめタウン別府」が開店。
- 2008年 - 国土交通省九州地方整備局より「九州みなとオアシス」に認定される（名称は「みなとオアシス別府港」）。
- 2011年3月 - 別府国際観光港（石垣地区）第4埠頭供用開始。
- 2018年5月-フェリーさんふらわあ大分−神戸航路「さんふらわあ ぱーる」の機関故障による長期欠航に伴い、別府−神戸航路の臨時便に「さんふらわあ さつま１」が就航。
- 2018年8月-「さんふらわあ ぱーる」の機関修繕が終了し定期運用に復帰の為、別府−神戸航路臨時便が廃止。
- 2023年1月-フェリーさんふらわあ別府−大阪航路の「さんふらわあ くれない」が就航。
- 2023年4月-フェリーさんふらわあ別府−大阪航路の「さんふらわあ むらさき」が就航。

## 主な施設

### 別府国際観光港
概要
別府市の中心市街地の北方に位置する、国道10号に沿った南北約1kmにわたる港湾施設である。汐見町（しおみまち）、船小路町（ふなこうじまち）、新港町（しんみなとまち）の3町にまたがる。なお、国際観光港という名称ではあるが、CIQ施設はなく定期国際航路の設定もない。一帯はみなとオアシスに登録していて、フェリーさんふらわあターミナルビルを代表施設とするみなとオアシス別府港として賑わい拠点ともなっている。
敷地はフリーマーケットなど各種イベントに使用されているほか、外国客船が寄港するさいには歓迎の音楽祭が開催される。過去には「夏の宵まつり納涼花火大会」や、2008年までは別府大分毎日マラソンの折り返し地点に設定されていた。
交通
路線バスによりJR別府駅と接続（所要時間約10分）している。
大分交通や亀の井バスの一般路線バスが乗り入れているほか、大分空港へ向かう特急バスや九州横断バスなどが発着する。構内に設置されているバス停は、「別府交通センター」「第3埠頭入口」「第3埠頭」の3つである。
なお、最寄り駅は徒歩約20分のJR別府大学駅である。すぐ近くを日豊本線が通っており、かつては観光港付近に新駅（新別府駅）を設置する計画があり、現在も駅施設や駅前ロータリー等を設置するためのスペースが確保されているが、具体的な設置予定はない。

#### 埠頭

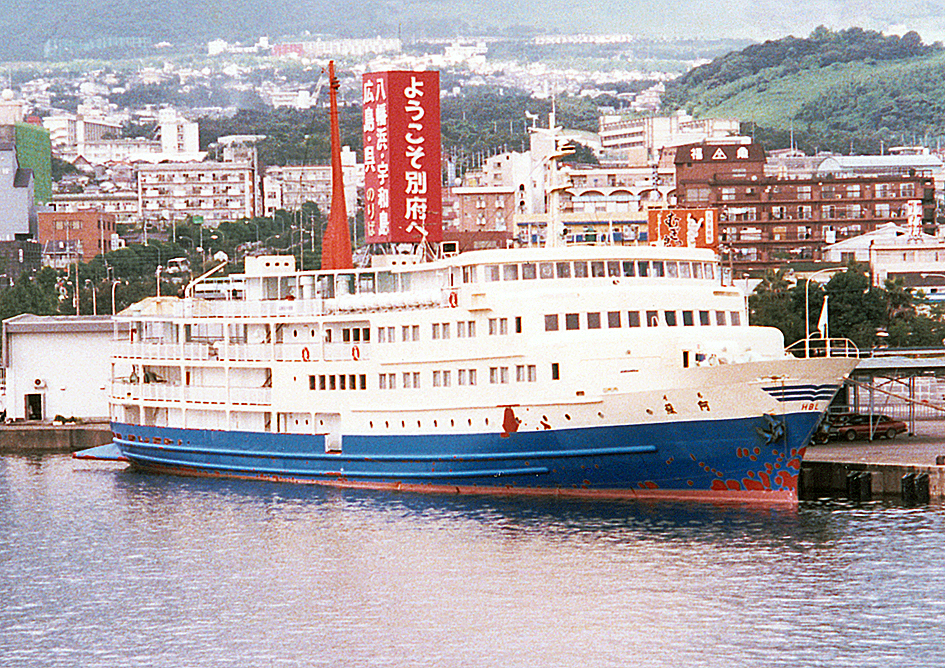
別府国際観光港に接岸する広別汽船「阿蘇」

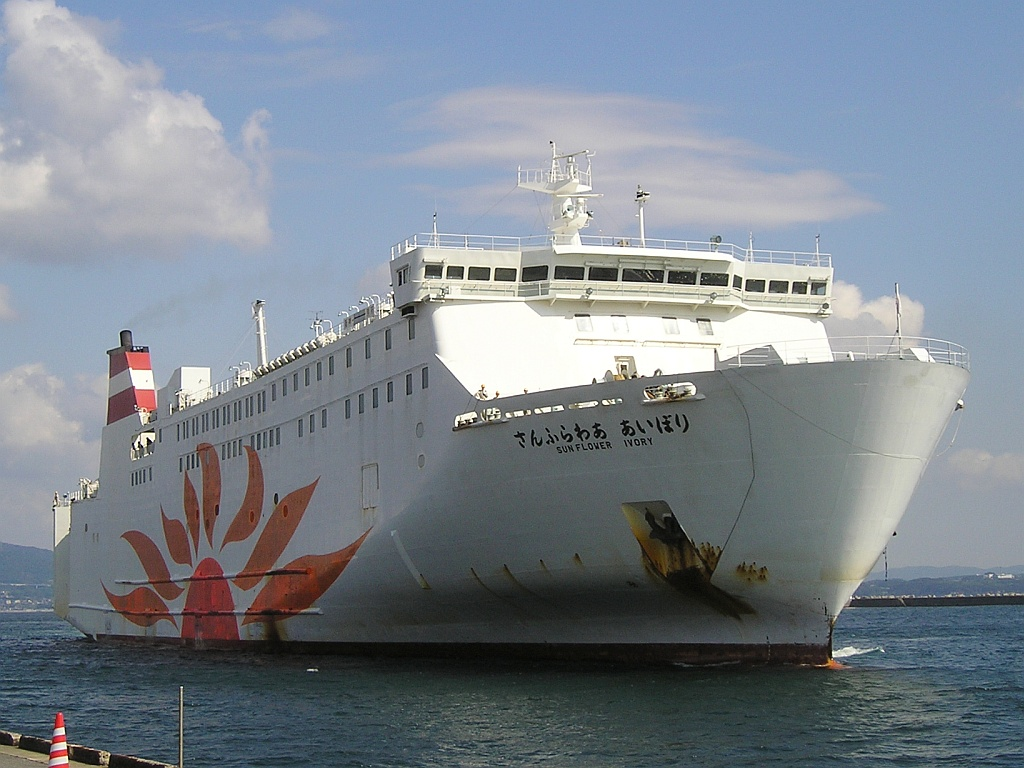
別府国際観光港に接岸する関西汽船「さんふらわあ あいぼり」

第1埠頭（使用休止中）
2005年2月をもって使用休止し、待合室などの施設も閉鎖された。護岸工事のための機材置き場として使用されている。別府市水道局が現在地に移転するまでの間、仮局舎として活用されていた。
- 広別汽船→ソレイユエクスプレス（いずれも航路廃止）
  - 別府国際観光港 - 広島港
- 別府湾遊覧船など

第2埠頭
埠頭北側に1隻が接舷可能。フェリーターミナル内には宇和島運輸の出札窓口のほか、待合所や飲食店（軽食・立ち食いそば・喫茶）などの施設がある。また、2階には早朝入港便の乗客のための仮眠施設がある。交通センター（後述）まで徒歩1分。
かつては埠頭の南側にも1隻を接岸させて、広別汽船が埠頭を共用していた時期もあった。
- 宇和島運輸
  - 別府国際観光港 - 八幡浜港 （1日6往復、所要2時間30分 - 2時間40分）

第3埠頭
南北縦列に2隻まで接舷可能。ボーディングブリッジが1基設置されターミナルからの直接上下船が可能だが、複数隻が停泊する場合ターミナル側の1隻以外はタラップが横付けされターミナルへの移動は構内連絡バスを用いていた。ターミナル内には出札窓口のほか、待合所などの施設がある。2022年に関西汽船時代からの県営3号上屋ターミナルビルの北側にフェリーさんふらわあによる暫定施設となる新ターミナルが竣工し2023年の「さんふらわあ くれない」就航の2023年1月14日より運用を開始、第2船「さんふらわあ むらさき」就航に伴い2023年4月13日を以て旧ターミナルの運用を終了。将来的には宇和島運輸と集約した新ターミナルビルへの移転を予定する。フェリーさんふらわあ移転後も県営3号上屋は解体されず、フリーマーケットなどのイベントスペースや貸しホールとして活用されている。
埠頭を利用する定期船が1日3便だった頃は、3隻目が埠頭南端に東西向きに接岸していた。
- 商船三井さんふらわあ
  - さんふらわあターミナル（別府） - 大阪南港 さんふらわあターミナル（大阪）第1ターミナル

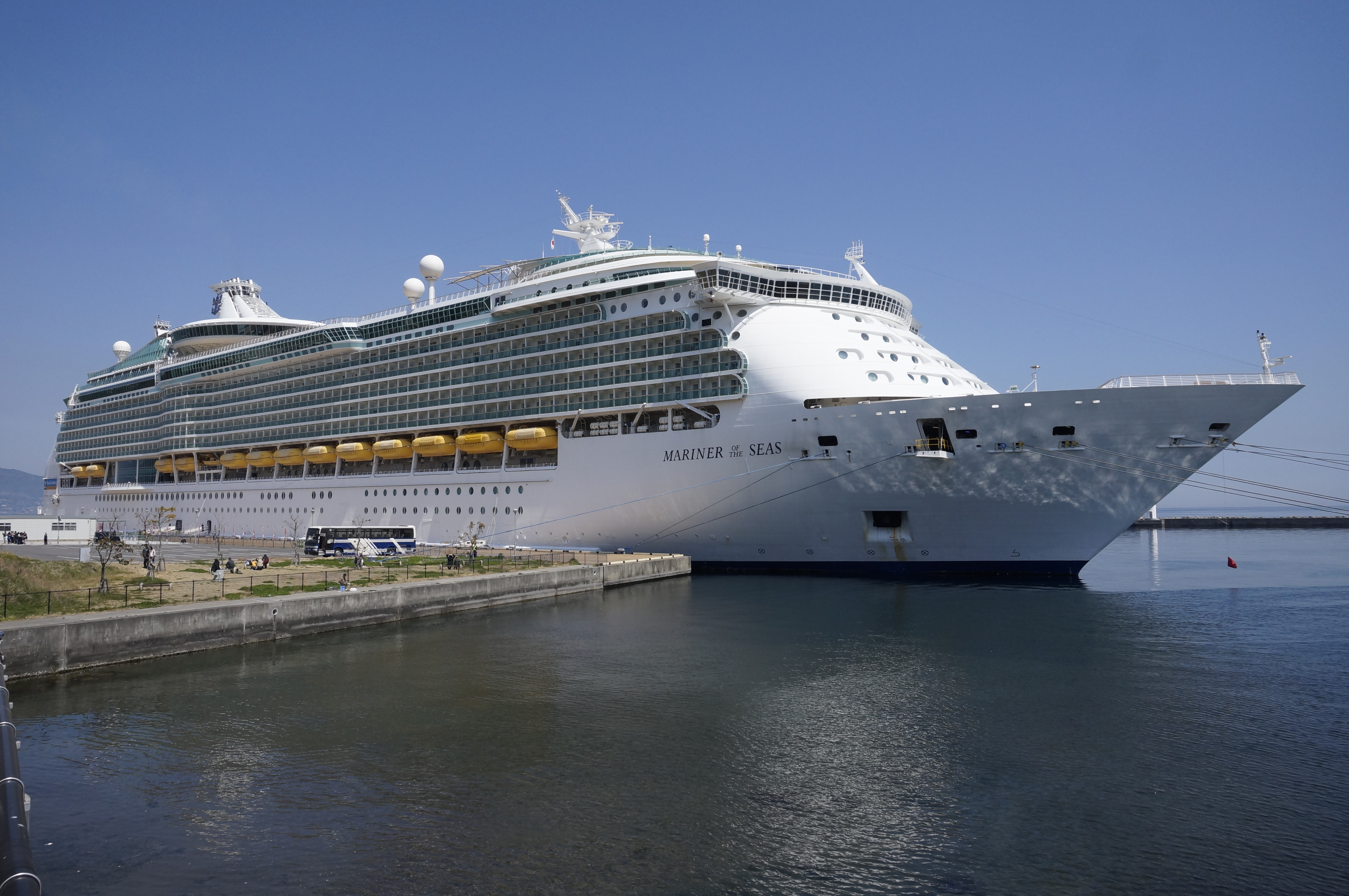
客船向けの第4埠頭に着岸したマリナー・オブ・ザ・シーズ

第4埠頭
2011年3月供用開始。大型クルーズ客船の発着増加を目指し、大型船が接岸できる水深10mの岸壁を有する。
別府港湾・空港整備事務所では、かつて寄港していた大型クルーズ客船の入港数が減少した理由として「大型旅客船が接岸するために、埠頭を常時利用している定期運航のフェリーを一度退避しなければならないため、コスト面で折り合わなかった」ことなどを挙げている。供用の始まった2011年の夏には7万トン級の「レジェンド・オブ・ザ・シーズ」が4回寄港。2016年5月には14万トン級の「ボイジャー・オブ・ザ・シーズ」が寄港している。
第4埠頭は、震災時の防災拠点やイベント広場としても利用される。

#### 別府交通センター

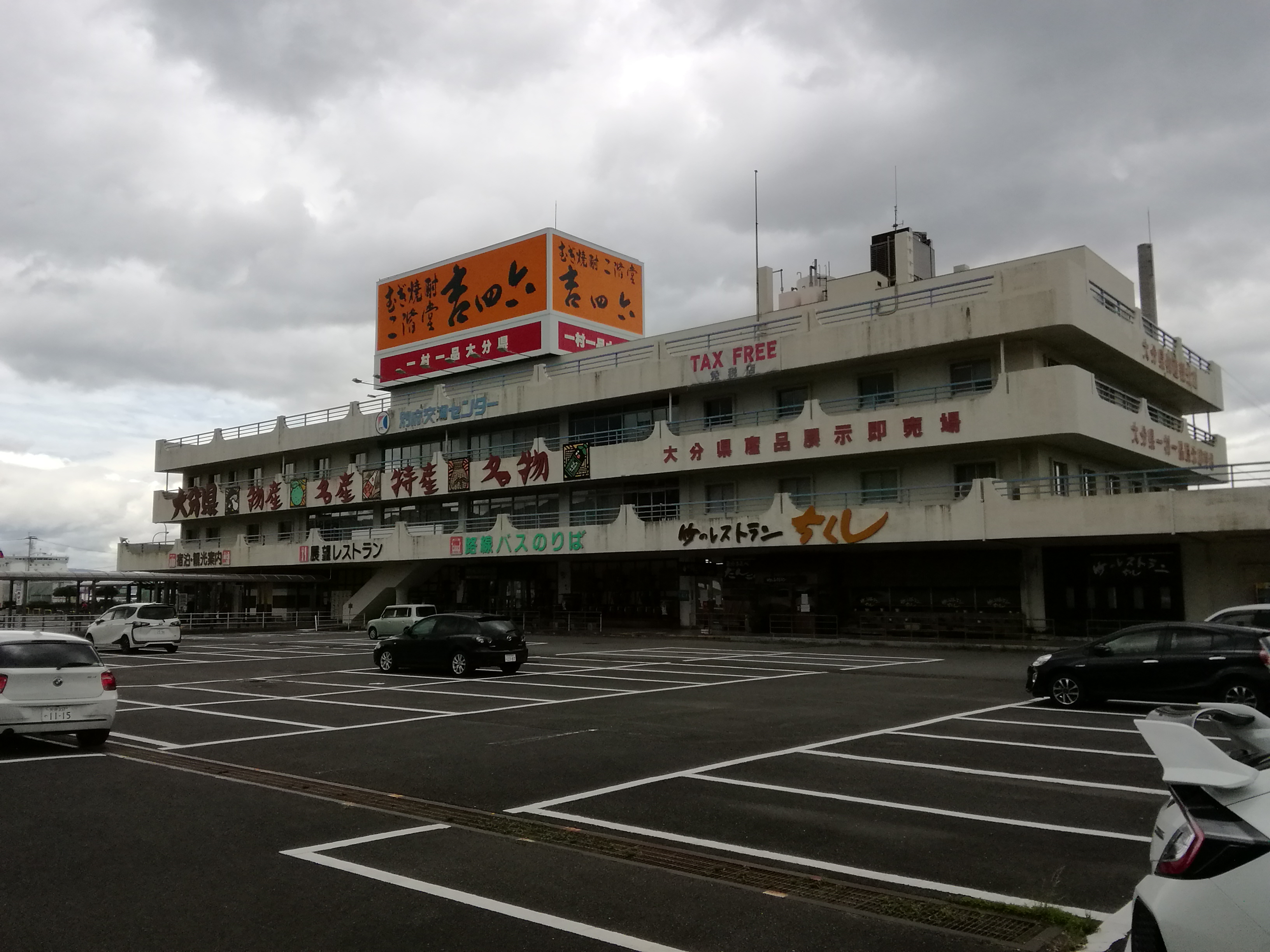
別府交通センター

港駅（みなとえき）という愛称で呼ばれる、県内の特産品を扱う物産販売所である。大分ホーバーフェリーやソレイユエクスプレスが運航されていた時期には、センター内に出札窓口が設けられていた。
- 1階 - 売店・食堂
- 2階 - 食堂
- 3階 - かつては無料の温泉大浴場があったが、現在は会議などの用途に貸し出されている。
- バス停留所 - 建物の東西にバス停留所があり、大分交通・亀の井バス・九州横断バス（九州産交バス）などが乗り入れている。
  - 西側停留所 - 大分駅・別府駅方面。
  - 東側停留所 - 第3埠頭・国東市・由布院・黒川温泉方面。バス停は3本ある。

※大分空港などに至る北方面行きの特急バス・急行バスはこの停留所には立ち寄らず、国道上の停留所を利用する。
- 有料駐車場 - かつて2本の長いプラットホームを持つバスセンターであったが、乗り入れるバス路線の減少に伴い停留所が集約され駐車場となった。
- 浮桟橋 - センター前の海上に浮桟橋があり、大分ホーバーフェリーの定期航路や同航路廃止後の臨時寄港（チャーター便など）の際に使用していた。2020年夏前に改修されANAINTERCONTINENTALのロゴ付きの扉が設置された。

### 楠港
かつての別府港跡地である。開港時には旧別府町の中心に位置していたが、合併後の別府市からは南寄りの流川（現在は暗渠化）の河口付近となる。別府市の市報などによると、同市が観光都市として飛躍するための重要な役割を担ったと認識されている。この港が出来るまでは、さらに南の浜脇温泉の朝見川河口付近が泊地として機能していたが、日田県知事松方正義が別府を視察した際、海上交通の便を図れば別府発展が期待されるとの発案から1870年（明治3年）2月に着工。港の安全と今後の発展を祈願して港に近い竹瓦温泉の北に波止場神社が勧請された。境内には1913年（大正2年）に建てられた別府築港の碑がある。
1873年（明治6年）5月に大阪開商社によって大阪との航路が開かれ蒸気船「益丸」が就航すると、2年後には他社の「満珠丸」「金刀比羅丸」「安全丸」「大西丸」「凌波丸」も就航し、大阪と別府を結ぶ瀬戸内航路は競争時代を迎え、また瀬戸内海各方面から集まる湯治舟で賑わった。1912年（明治45年）5月には、観光開発を目的とした1,000トン級のドイツ製貨客船「紅丸」（くれないまる）が大阪と別府を結ぶ観光航路に就航するなどして、別府温泉を次第に日本一の温泉都市へと発展させた。港から真っ直ぐ西に伸びる流川通りは、夜も不夜城と云われるほど賑わった。
当時の様子は、大正の広重こと鳥瞰図絵師・吉田初三郎が作成した観光ガイドなどに見て取ることができる。
戦後、大阪との間を結ぶ瀬戸内航路は最盛期を迎え、1960年（昭和35年）には「瀬戸内海の女王」とも呼ばれた「くれない丸」（三代目）が、僚船の同型船「むらさき丸」とともに瀬戸内航路に就航した（のちに、更に僚船として「すみれ丸」「こはく丸」「あいぼり丸」「こばると丸」が就航し、3000トン級クルーズ客船は、最大時6隻体制となった）。この時期、「くれない丸」他5隻が就航していた別府航路（瀬戸内航路）は、阪神と九州を結ぶ観光路線として多くの新婚旅行客を別府温泉などへと運んだ。その後、港湾機能が別府国際観光港へ移転するとともに、航路の主役はクルーズ客船からフェリーへと移っていった。
1992年（平成4年）の埋め立て工事完了後は、「別府夏の宵まつり納涼花火大会」や「べっぷクリスマスHANABIファンタジア」などの各種イベントに使用されていた。埋め立て地への商業施設誘致の是非と経緯に関しては賛否あり、2006年（平成18年）5月、市長が一度辞職し是非を問う市長選をする事態となったが、その結果再選され商業施設の誘致が決定した。埋め立て後も桟橋の跡など多少なりとも面影が残っていたが、2007年（平成19年）にゆめタウン別府が開店し、旧別府港の名残は姿を消した。ゆめタウン別府開店後、各種イベントは的ヶ浜公園のSPAビーチなどを利用して開催されている。

### 北浜ヨットハーバー
楠港跡地の北側にある県営のヨットハーバー。2008年（平成20年）の大分国体で利用された後、隣接する北浜公園とともに改装工事が行われていたが、2010年（平成22年）7月1日より従来のおよそ2倍に拡張されて再び供用が開始された。べっぷ海の駅として海の駅に登録している。事前に電話で予約すればビジター利用も可能である。